# Tất Phi Vũ
Tất Phi Vũ (chữ Hán: 毕飞宇, tiếng Anh: Bi Feiyu, sinh 1964) là một trong những nhà văn trẻ, tài hoa, đóng góp rất nhiều cho văn học Trung Quốc đương đại. Ông cũng giành được không ít giải thưởng danh dự của văn học Trung Quốc như: Giải thưởng Văn học Lỗ Tấn lần thứ nhất dành cho truyện ngắn, Giải thưởng Văn học Lỗ Tấn lần thứ ba, Giải thưởng văn học FengMu, Giải thưởng Tiểu thuyết Nhật báo, Giải tiểu thuyết được chọn đăng báo, Giải thưởng của Hội văn học cho tiểu thuyết hay của Trung Quốc lần thứ nhất,... Những tác phẩm nổi tiếng của ông bao gồm Bình Nguyên, Tẩm Quất.